# Spremberg
Spremberg [šp-], lužickosrbsky Grodk (polsky Gródek, v českém překladu „Městečko“, v němčině nazývané „Sprévská Hora“) je město v německém zemském okrese Spréva-Nisa, na historickém území Dolní Lužice, ve spolkové zemi Braniborsko u hranic se Saskem. 
Leží na řece Sprévě přibližně 120 km jihovýchodně od Berlína, 20 km jižně od Chotěbuzi, 25 km východně od Senftenbergu, 15 km severovýchodně od Hoyerswerdy a 23 km od hranice s Polskem. S více než 22 tisíci obyvateli je to sedmé nejlidnatější město Lužice. Dnes je jedním z kulturních center braniborských Srbů. Ve městě se narodil spisovatel Erwin Strittmatter.

## Městské části
- Bühlow (Běła[1])
- Cantdorf (Konopotna[1])
- Graustein (Syjk[1])
- Groß Luja (Łojow[1])
- Haidemühl (Gózdź[1])
- Heinrichsfeld (Šenki[1])
- Kochsdorf (Kochanojce[1])
- Lieskau (Lěsk[1])
- Muckrow (Mokre[1])
- Schönheide (Prašyjca[1])
- Schwarze Pumpe (Carna Plumpa[1])
- Sellessen (Zelezna[1])
- Slamen (Słomjeń[1])
- Terpe (Terpje[1])
- Trattendorf (Dubrawa[1])
- Türkendorf (Zakrjow[1])
- Weskow (Wjaska[1])

zaniklé části:
- † 1346–1985, Groß Buckow (Bukow[2])
- † 1346–1973, Jessen (Jaseń[2])
- † 1346–1988, Klein Buckow (Bukowk[2])
- † 1548–2006, (Alt)-Haidemühl ((Stary) Gózdź)
- † 1513–1976, Pulsberg (Lutoboŕ[2])
- † 1527–1986, Radeweise (Radojz[2])
- † 1527–1978, Roitz (Rajc[2])
- † 1346–1984, Stradow (Tšadow[2])
- † 1461–1988, Straußdorf (Tšuckojce[2])
- † 1503–1993, Wolkenberg (Klěšnik[2]).

## Galerie

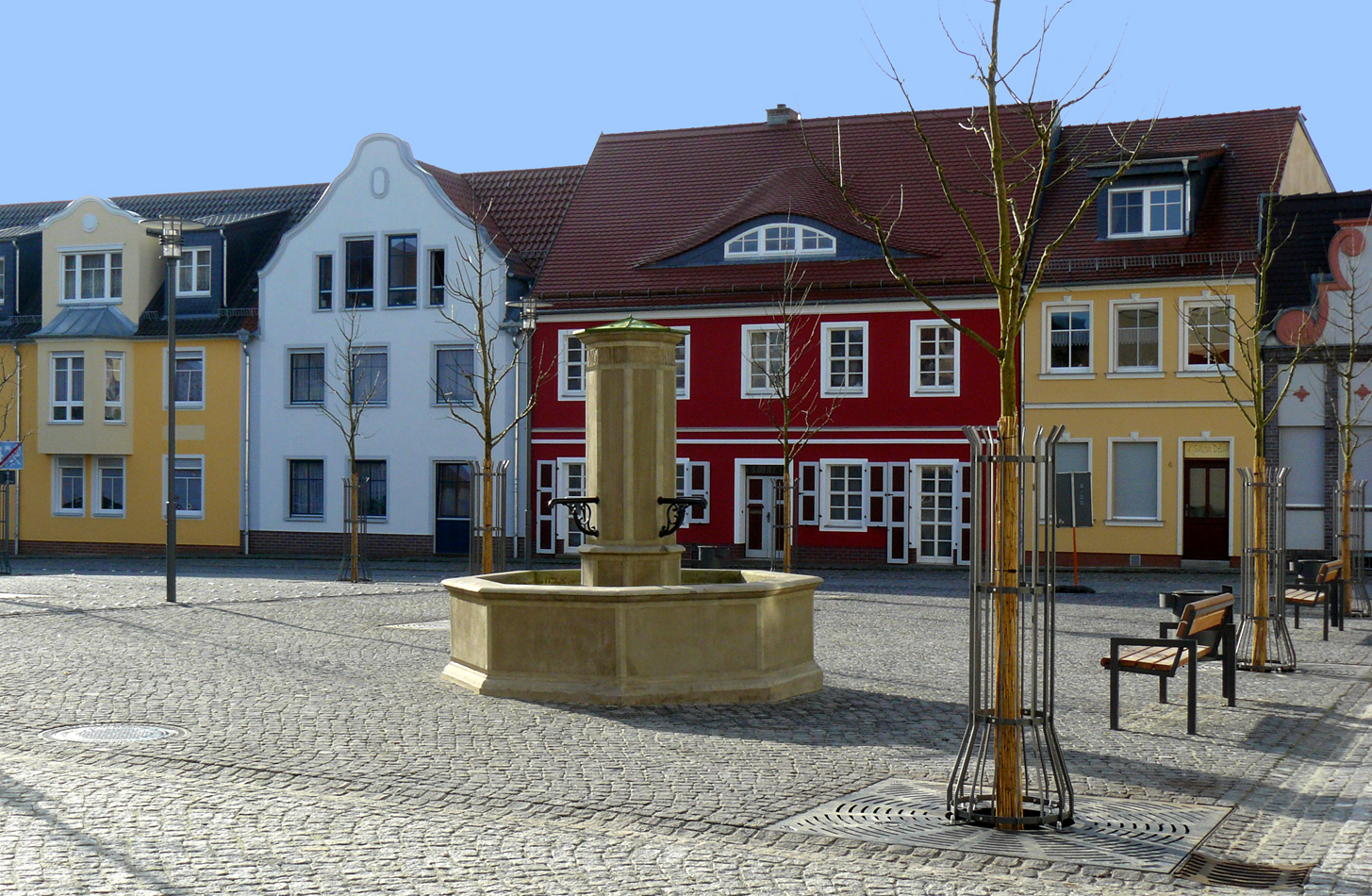
Spremberské náměstí se studnou
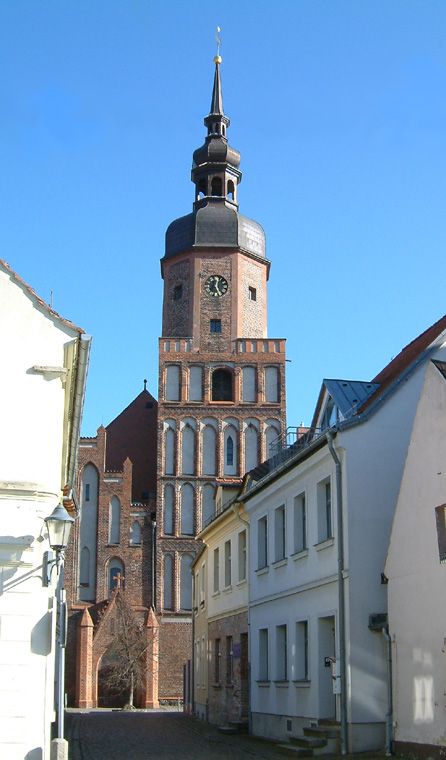
Hlávni Chrám
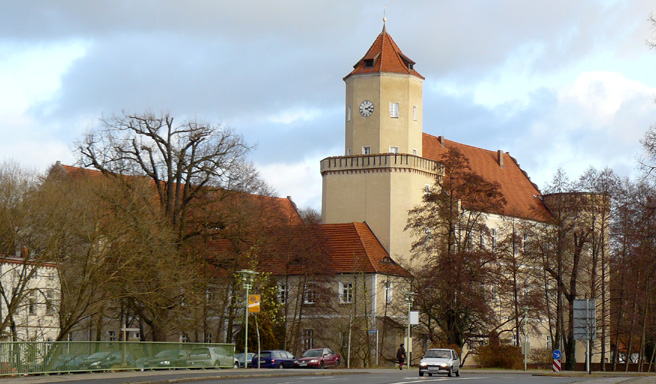
Zamek Spremberg